# Gamla rådhuset, Halmstad
Gamla rådhuset var en byggnad vid Hamngatan i Halmstad, som uppfördes på 1860-talet och revs 1956 för att ersättas av det nya Halmstads rådhus, vilket invigdes 1938.

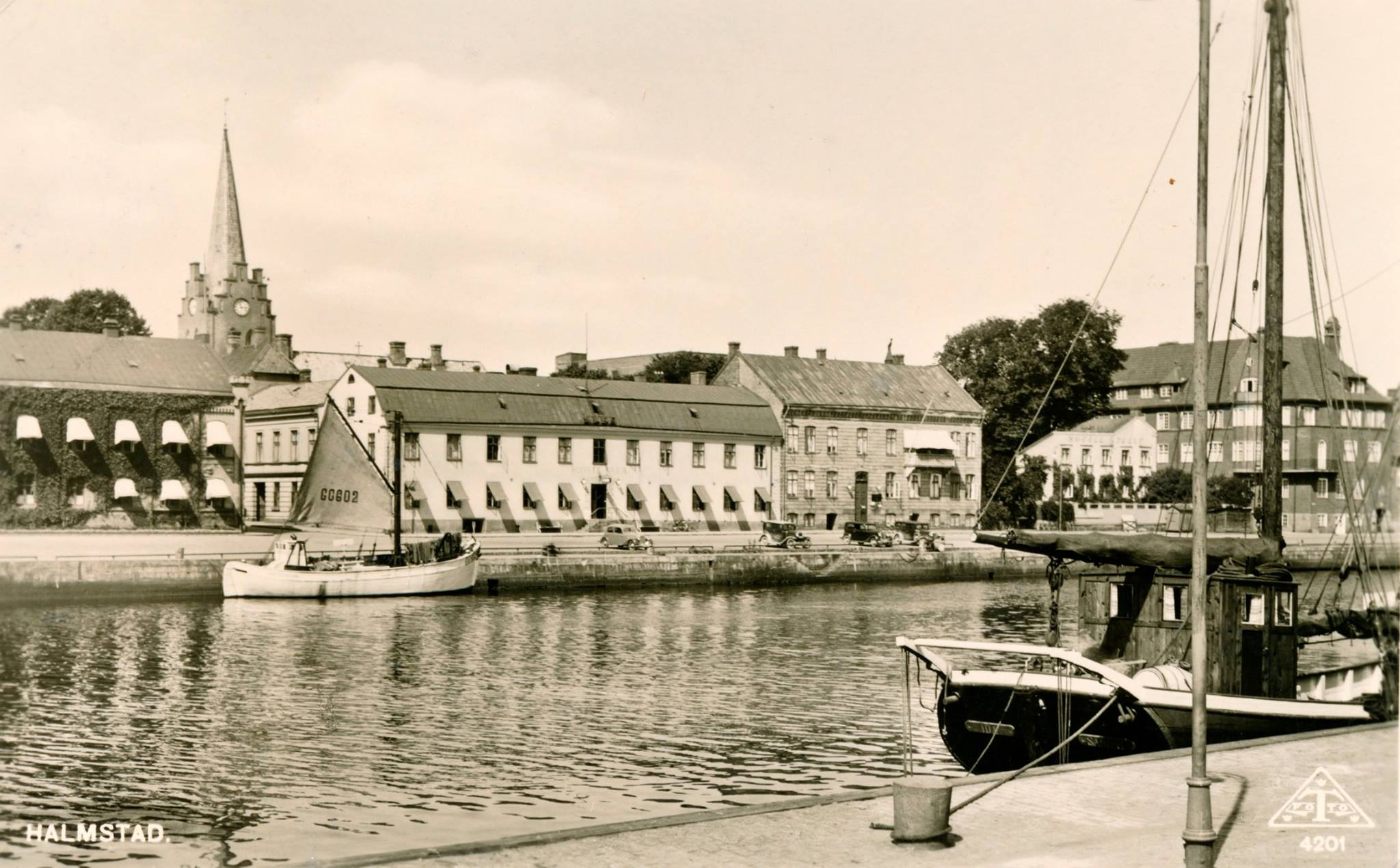
Hamngatan i Halmstad, med del av Gamla Rådhuset längst till vänster. Fotot är taget tidigast 1914.

Halmstads  rådhus var från 1826 inrymt i Twistens gård vid Storgatan. Det var stadens fjärde rådhus i ordning. Halmstads Borgerskap beslöt 1860 att inrätta rådhuset på den övre våningen i det tullhus, som planerades vid den på 1840-talet anlagda stenskodda kajen vid Nissan, granne till Halmstads slott. Det ritades av Frans Jacob Heilborn och började byggas 1861 i två våningar i gult tegel.  
Det nya kombinerade tull- och rådhuset var färdigt 1863. Från kajen utanför seglade fartyg från Hallands Ångbåtsaktiebolag linjesjöfart med gods och passagerare norröver till Göteborg och söderut till Lübeck, och huset inrymde också ångbåtskontor. De allmänna funktioner som fanns där var tullokaler, kommunal administration med fullmäktigesessionssal, rådhusrätt samt poliskontor med arrest. Också Halmstads sparbank och Halmstads hamn hade kontor där.
År 1880 utbröt en eldsvåda, vilken ledde till att stora delar av vindsvåningen föröddes och med detta stadens arkiv.
Stadens förvaltning fick större lokaler 1911, efter det att tullen flyttat till det nya tullhuset på det nya hamnområdet i Östra förstaden på Nissans östra sida. Efter utökning av den kommunala förvaltningen, ansågs ett par decennier senare att ett nytt och större rådhus behövdes. Detta ledde till att det nya Halmstads rådhus uppfördes vid Stora Torg. 
Gamla Rådhuset revs 1956 för att ge plats för en dragning av Slottsbron snett över Nissan för att kunna ansluta direkt till den breda gatan Viktoriagatan i Östra förstaden. Gamla läroverket i samma kvarter fick då stå kvar, men revs också senare för att medge en rak dragning av Slottsgatan fram till Slottsbron.